# Бойко, Мария Федосеевна
Бойко Мария Федосеевна (1914 — неизвестно) — звеньевая колхоза имени Карла Маркса, гор. Кизляр Грозненской области, Герой Социалистического Труда.

## Биография
Родилась в 1914 году .Работала звеньевой колхоза имени Карла Маркса, гор. Кизляр Грозненской области .17 сентября 1949 года ей было присвоено звание Героя Социалистического Труда с вручением Ордена Ленина и золотой медали «Серп и Молот».